# Ludovico Gonzaga di Sabbioneta

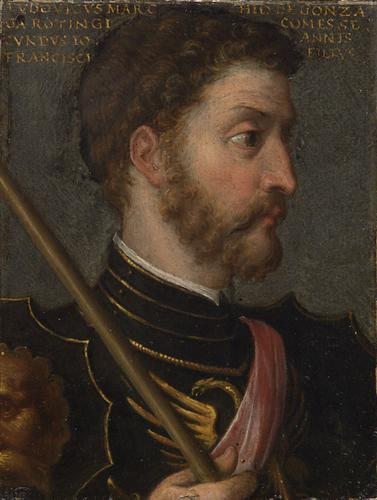
Ludovico Gonzaga

Ludovico Gonzaga di Sabbioneta (* 1481 in Bozzolo; † 16. Juni 1540 in Sabbioneta) war ein italienischer Adliger, Enkel des Markgrafen Ludovico III. Gonzaga von Mantua und seit 1496 Graf von Sabbioneta und Rodigo sowie Herr von Bozzolo und Gazzuolo.

## Leben
Ludovico war der älteste der vier Söhne des Markgrafen Gianfrancesco Gonzaga di Sabbioneta, Sohn des Markgrafen Ludovico III. von Mantua aus dem alten italienischen Adelsgeschlecht der Gonzaga, und der Neapolitanerin Antonia del Balzo, Tochter des Herzogs Pirro von Andria. Er folgte nach dem Tode des Vaters 1496 diesem als Graf von Sabbioneta und Rodigo nach. Die Investitur durch Maximilian I. erfolgte am 17. September 1497 für alle Brüder gemeinschaftlich. Nach einer Teilung des väterlichen Besitzes wurde sein Bruder Federico (1483–1527) Herr von Bozzolo und der Bruder Pirro (1490–1529) wurde Herr von Gazzuolo.
Ludovico Gonzaga stand 1499 im Dienste Frankreichs und 1500 des Kaisers. Nach Einsätzen für Florenz und Rom stellte er sich in den Dienst der Republik Venedig. Im Juni 1511 wurde er Gouverneur von Verona und im November 1513 Gouverneur von Brescia. Im Februar 1515 wurde er zum venezianischen Botschafter in Mailand ernannt. Am 21. April 1521 erhielt er durch Kaiser Karl V. die Befugnis, eine Münze zu eröffnen und Geld zu prägen.
Sein Bruder Pirro kämpfte 1522 im Krieg Karls V. gegen Franz I. von Frankreich auf französischer Seite und wurde daraufhin 1523 aller Güter enthoben. Der Kaiser überschrieb per Diplom, erstellt in Valladolid am 13. Januar 1523, die konfiszierten Lehen an Ludovicos erstgeborenen Sohn, Ludovico „Rodomonte“ (1500–1532). Ludovico „Rodomonte“ hatte Ende des Jahres 1520 sein Elternhaus verlassen und war nach Spanien gegangen. Hier im Dienste des Kaisers, fiel er bei ritterlichen Übungen durch seine erstaunliche Stärke auf und gewann rasch die Sympathie des gleichaltrigen Kaisers. Im Jahr 1522 gestattete dieser, ihn auf seiner Reise nach England zu begleiten. Am 6. Juni 1522 erreichten sie von Calais kommend den Hof Heinrichs VIII. in London, wo es erfolgreiche Verhandlungen gab, die auf Schloss Windsor im Vertrag von Windsor mündeten, dem Bündnis Englands mit dem Kaiser im Krieg gegen Frankreich.
Der jüngere Bruder von Ludovico „Rodomonte“, der drittgeborene Sohn Ludovicos, Pirro Gonzaga wurde am 5. September 1527 Bischof von Modena und im Jahr darauf Kardinal in Rom, starb aber bereits am 28. Januar 1529. Auch Ludovico „Rodomonte“ wurde nicht alt. Im März 1530 war er noch bei der Erhebung des Markgrafen Federico II. Gonzaga zum Herzog von Mantua anwesend. Im folgenden Jahr, am 15. Januar 1531 heiratete er in Rom Isabella Colonna, Herzogin von Traetto und Gräfin von Fondi, die einzige Tochter und Erbin des Vespasiano Colonna Duca di Traetto e Conte di Fondi aus dessen erster Ehe. Vespasiano Colonna hatte 1526 Giulia Gonzaga, Schwester von Ludovico „Rodomonte“, in zweiter Ehe geheiratet. Ihre Stieftochter Isabella Colonna war somit die angeheiratete Nichte von Ludovico „Rodomonte“. Im Dezember 1531 wurde den Eltern der Sohn Vespasiano Gonzaga geboren, er sollte ein Einzelkind bleiben und ein beachtliches Vermögen erben. Ludovico „Rodomonte“ leitete eine Expedition gegen Napoleone Orsini, den sogenannten Rebellen-Abt von Farfa, der in Vicovaro verhaftet worden war, als ihn am 30. November 1532 ein Schuss von einer Arkebuse in die linke Schulter traf. Das Bemühen der herbeigerufenen päpstlichen Ärzte sein Leben zu retten blieb vergeblich, am 3. Dezember starb er.
Gianfrancesco „Cagnino“ war der einzige von ehemals vier Söhnen Ludovicos, der ab diesem Zeitpunkt noch am Leben war. Doch auch er starb vor dem Vater, ein Jahr vor ihm, im Alter von 37 Jahren ohne Nachkommen zu hinterlassen. Als Ludovico Gonzaga im Juni 1540 starb, war sein Enkel und Universalerbe Vespasiano kaum neun Jahre alt. Giulia Gonzaga, die zweite Frau von Vespasianos Großvater und gleichzeitig seine Tante, nahm ihn in ihre Obhut, da seine Mutter 1536 den ehemaligen Vizekönig von Neapel und kaiserlichen General Filippo de Lannoy, Fürst von Sulmona, geheiratet hatte. Testamentarisch vorgesehen waren als Vormünder bei einer Wiederverheiratung, der Großvater Ludovico und sein Onkel Gianfrancesco „Cagnino“. Vespasiano blieb aber bei seiner Mutter, solange der Großvater Ludovico Gonzaga lebte, der jedoch verfügte, dass nach seinem Tod sein Enkel zu Giulia kommen sollte, die damit die Regentschaft über Sabbioneta, Rodigo und Bozzolo übernahm.
Vespasiano Gonzaga wurde 1565 zum Markgraf, 1574 zum Fürst und 1577 zum Herzog von Sabbioneta erhoben. Unter seiner Herrschaft wurde Sabbioneta zu einer Idealstadt der Renaissance ausgebaut und erreichte eine Blüte, die noch heute zu erahnen ist. Trotz dreier Ehen, blieb ihm nur eine Tochter, Isabella Gonzaga (1565–1637). Nach Vespasianos Tod im Jahr 1591 entbrannte zwischen den Verwandten ein erbitterter Streit um die Nachfolge des Herzogtums Sabbioneta in dessen Folge der kleine Staat zerstückelt wurde.

## Ehe und Nachkommen

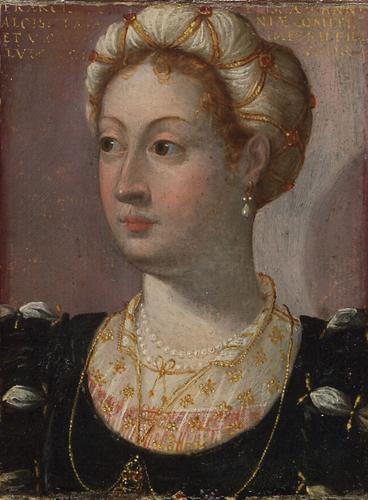
Francesca Fieschi

Ludovico Gonzaga vermählte sich im Jahr 1497 mit Francesca Fieschi († August 1528), Tochter des Gian Luigi Fieschi Conte di Lavagna, die aus einer der angesehensten Adelsfamilien der Republik Genua stammte. Gemeinsam hatten sie zehn Kinder:
- Ludovico „Rodomonte“ Gonzaga (* 16. August 1500 in Mantua, † 3. Dezember 1532 in Vicovaro) Herr von Rivarolo ⚭ 15. Januar 1531 Isabella Colonna, Duchessa di Traetto, Contessa di Fondi (* 1513 in Fondi, † 11. April 1570 in Neapel), Tochter von Vespasiano Colonna Duca di Traetto e Conte di Fondi (* um 1480, † 1528)
  - Vespasiano Gonzaga (* 6. Dezember 1531, † 26. Februar 1591) 3. Graf von Sabbioneta und Rodigo, Markgraf, Fürst und 1. Herzog von Sabbioneta
- Paola Gonzaga (* um 1501 in Sabbioneta, † 1550), ⚭ 1516 Galeazzo Sanvitale Conte di Fontanellato (* 1496 in Fontanellato, † 2. Dezember 1550 in Parma), Sohn des Jacopo Antonio Sanvitale Conte di Fontanellato
- Gianfrancesco „Cagnino“ Gonzaga (* 1502 in Bozzolo, † 1539 in Bozzolo), Herr von Bozzolo, ⚭ um 1528 Luigia Pallavicini (* ? in Busseto, † 1552), eine Tochter von Pallavicino Pallavicini Marchese di Busseto
- Pirro Gonzaga (* 1505 in Bozzolo, † 28. Januar 1529 in Sabbioneta) seit 1527 Bischof von Modena und seit 1528 Kardinal
- Caterina Gonzaga (* ?, † ?), Nonne in Mantua
- Elisabetta (Isabella) Gonzaga (* ?, † ?), Nonne in Mantua
- Ippolita Gonzaga (* um 1510, † 1571), ⚭ 1526 Galeotto II. Pico Conte di Concordia e Signore di Mirandola (* 1508 in Mirandola, † 20. November 1550 in Paris), Sohn von Ludovico I. Pico
- Giulia Gonzaga (* 1513 in Gazzuolo, † 19. April 1566 in Fondi), ⚭ 26. Juli 1526 Vespasiano Colonna Duca di Traetto e Conte di Fondi (* um 1480, † 13. März 1528) (Schwiegervater von Ludovico)
- Alfonso Gonzaga (* um 1514, † jung)
- Eleonora Gonzaga (* um 1515, † vor 1552), ⚭ 1543 Girolamo Martinengo Signore di Padernello (* 1514, † 7. April 1570)

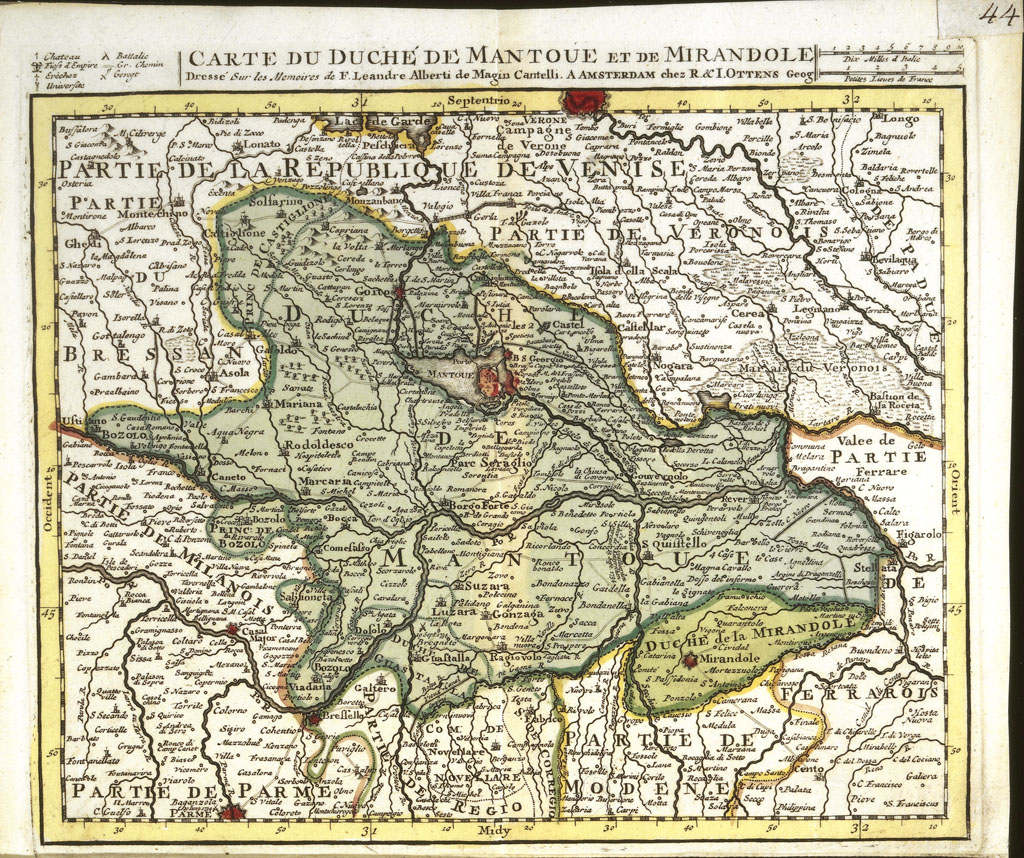
Sabbioneta und Bozzolo als abgetrennte Herrschaften im Südwesten Mantuas, 1750
Lage von Sabbioneta in der heutigen Provinz Mantua
Lage von Bozzolo in der heutigen Provinz Mantua
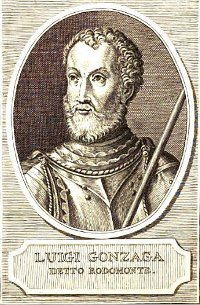
Ludovico „Rodomonte“ Gonzaga (1500–1532)
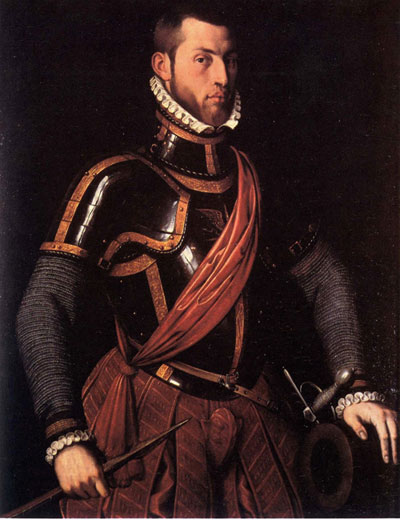
Rodomontes Sohn Vespasiano Gonzaga (1531–1591)
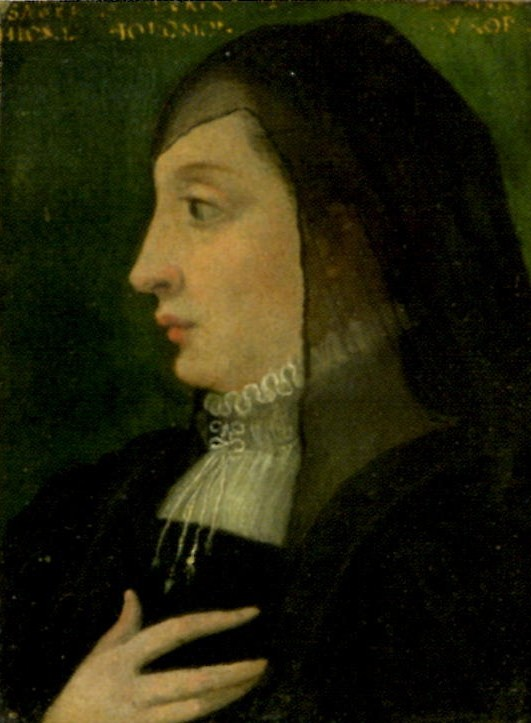
Rodomontes Frau Isabella Colonna (1513–1570)
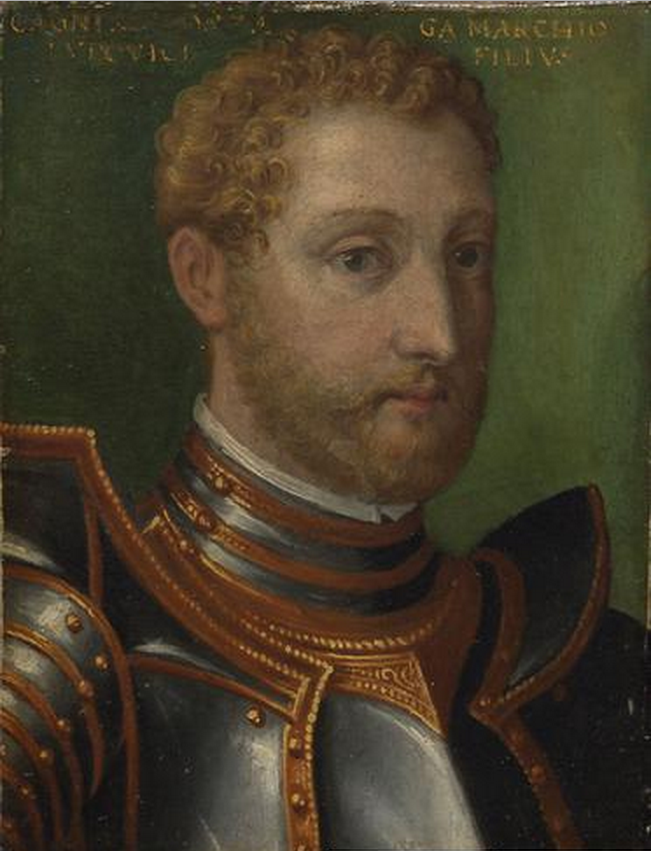
Gianfrancesco „Cagnino“ Gonzaga (1502–1539)
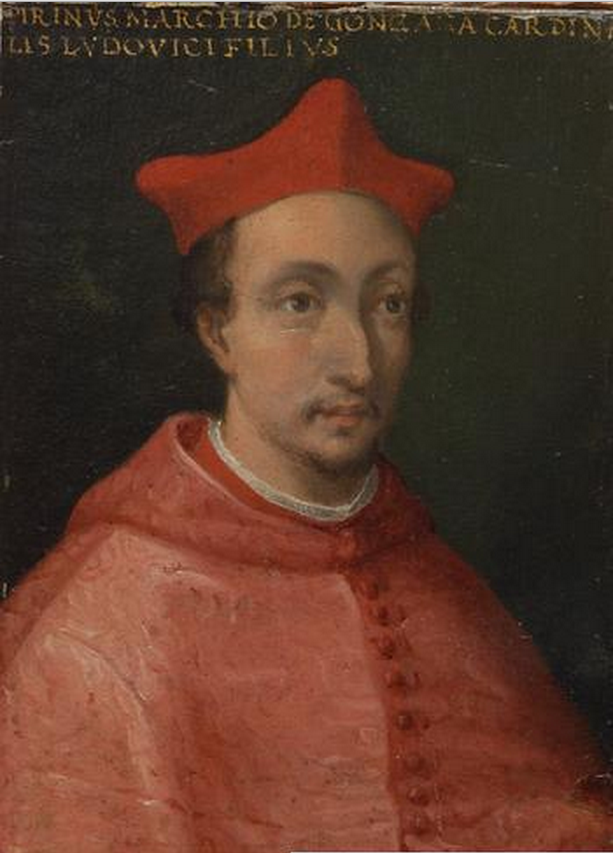
Pirro Kardinal Gonzaga (1505–1529)
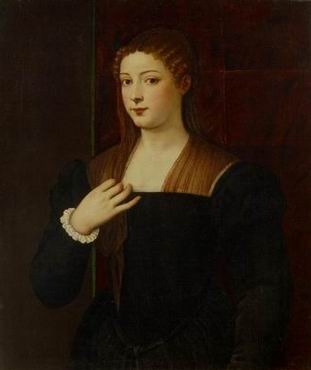
Giulia Gonzaga (1513–1566)